# يوسف إصلاحي
محمد يوسف إصلاحي (9 يوليو 1932 -) هو كاتب إسلامي، وهو قيادي في الجماعة الإسلامية الهندية، وهو أيضا الراعي الرئيسي لمشروع «لماذا الإسلام» التابع للدائرة الإسلامية في أمريكا الشمالية.

## نشأته
تلقى تعليمه الابتدائي في بريلي، وحفظ القرآن وتعلم التجويد، بعد اجتياز المرحلة الثانوية، أرسله والده شيخ الحديث مولانا عبد القديم خان إلى مدرسة مظهر العلوم في سهارنبور.

## أعماله
عمل بالصحافة في المجلة الأردية الشعبية «ذكرى جديدة» لمدة 35 عامًا، وقام بتأليف ونشر أكثر من 60 كتابًا حول مختلف جوانب الإسلام، ومن أشهرها «آداب الحياة في الإسلام»، و«آسان فقه»، و«قراني تعليمات»، و«سورة يس»، و«سورة الصف»، و«تفهيم الحديث»، و«حسنى مسارات»، وغيرها من الكتب. وتمت ترجمة العديد من كتبه باللغات الإنجليزية والهندية والفارسية ولغات أخرى.